# Halaelurus quagga
Halaelurus quagga es una especie de peces de la familia Scyliorhinidae en el orden de los Carcharhiniformes.

## Morfología
Los machos pueden llegar alcanzar los 35 cm de longitud total.

## Hábitat
Es un pez de mar que vive entre 54-187 m de profundidad.

## Distribución geográfica
Se encuentra en Somalia y la India.